# Гебгардт, Карл Карлович
Карл (Карл-Готлиб) Карлович Гебгардт (1778—1841) — генерал-майор, член Военно-учёного комитета.

## Биография
Карл Гебгардт родился 8 июля 1778 года. В военную службу вступил в 1794 году в полевую пешую артиллерию.
Принимал участие в Отечественной войне 1812 года. По окончании военных действий был назначен членом Военно-учёного комитета.
В 1816 году Гебгардт при участии председателя Военно-учёного комитета Гогеля и полковника Фицтума опубликовал в городе Санкт-Петербурге учебник по артиллерийскому делу под заглавием: «Основание артиллерийской и понтонной науки».
18 апреля 1826 года Гебгардт был произведён в генерал-майоры. В 1828 году награждён орденом Святого Владимира 3-й степени и 25 декабря того же года получил орден Святого Георгия 4-й степени (№ 4195 по кавалерскому списку Григоровича — Степанова). В 1839 году награждён орденом Святого Станислава 1-й степени.
Членом Военно-учёного комитета Гебгардт оставался до самой смерти, последовавшей 7 апреля 1841 года в Санкт-Петербурге, Карл Карлович Гебгардт был похоронен на Волковом лютеранском кладбище.
Встречающееся в литературе утверждение, что К. К. Гебгардт был директором неких Тульских оружейных заводов в 1818—1819 гг. не соответствует действительности. С 6 апреля 1817 года по 7 апреля 1824 года командиром Тульского оружейного завода был Е. Е. Штаден. Скорее всего Карла Карловича Гебгардта перепутали с Фёдором Карловичем Гебгардтом. Именно Фёдор Карлович Гебгардт в 1819 году занял должность директора Тульского оружейного завода по искусственной части.